# Fédération des organisations syndicalistes révolutionnaires du Brésil
La Fédération des organisations syndicalistes révolutionnaires du Brésil (en portugais : Federação das Organizações Sindicalistas Revolucionárias do Brasil), anciennement appelée Fórum de Oposições pela Base (FOB), est une organisation syndicaliste révolutionnaire brésilienne fondée en 2013. Elle participe à la fondation de la Confédération Internationale du Travail (CIT/ICL), qui est une reconstruction de l'Association Internationale des travailleurs (AIT) historique, aux côtés d'autres organisations syndicalistes révolutionnaires et anarcho-syndicalistes d'autres pays. La FOB regroupe des organisations populaires, des syndicats autonomes et des organisations étudiantes.

## Histoire et pratique
La FOB trouve son origine en agissant principalement dans le mouvement syndical, en tant que tendance interne au Conlutas (pt), et dans le mouvement étudiant, en tant que Réseau étudiant classiste et combattif (pt) (RECC), en opposition à l'Union nationale des étudiants (pt) et à l'ANEL. Son assemblée fondatrice a lieu en 2013, lors de la première ENOPES (Rencontre Nationale des Oppositions Populaires, Étudiantes et Syndicales),,.
Lors de la 2ème ENOPES en 2017, la FOB approuve une transition organisationnelle visant à construire des fédérations de syndicats autonomes de base, ainsi que des organisations populaires et étudiantes. Sa stratégie d'action repose sur le syndicalisme révolutionnaire et la grève générale. Parmi les principes prônés, on trouve la lutte des classes, le socialisme, l'autonomie face au pouvoir politique et économique, l'action directe comme méthode de lutte, la démocratie directe fédéraliste, le mutualisme, l'internationalisme, l'opposition au patriarcat et l'antiracisme,.
Ses participants proviennent de diverses catégories de travailleurs:

« Les membres de la FOB travaillent largement dans le secteur éducatif. L'agenda politique de la FOB inclut des luttes plus larges, telles que le racisme, le patriarcat, le colonialisme et des questions antifascistes en général, englobant les travailleuses domestiques, les travailleurs informels, les vendeurs ambulants, les petits agriculteurs, les populations autochtones, et ainsi de suite. De plus, des pratiques anarchistes historiques font également partie des répertoires politiques de la FOB, telles que l'autogestion et l'entraide. »

En 2013, la FOB participe à l'insurrection de 2013 au Brésil (également connue sous le nom de Journées de Juin) et construit, avec d'autres mouvements sociaux à Rio de Janeiro, le Front Indépendant Populaire (FIP), qui est l'un des rares groupes organisés capables de mener de manière plus efficace une campagne et une organisation de manifestations au Brésil contre la Coupe du monde de football 2014. Le FIP subit une grande criminalisation médiatique et une répression violente,,,,.
Depuis 2018, la FOB participe à la construction de la Confédération internationale du travail (CIT/ICL), qui est une reconstruction de l'Association internationale des travailleurs historique,. Ont fait partie de cette construction, ayant déjà été approuvées au sein de leurs propres bases, des organisations telles que la Confédération nationale du travail (Espagne) (CNT), l'USI d'Italie, la FAU d'Allemagne, les Industrial Workers of the World (IWW) des États-Unis et du Canada, l'ESE de Grèce, la Fédération ouvrière régionale argentine (FORA) d'Argentine, et l'IP de Pologne,,. Depuis lors, elle agit conjointement avec les organisations d'autres pays, comme la campagne internationale qui réussit dans ses revendications contre les licenciements massifs de travailleurs d'une usine de vêtements en Inde pendant la pandémie de COVID-19,,,.
Pendant la pandémie de COVID-19 au Brésil, en 2020/2021, la FOB lance une campagne contre le bolsonarisme, et soutient l'établissement de squats par occupation, telles que celle de Menino Benjamin Filho à Rio de Janeiro et celle de Carlos Marighella au Ceará,. L'organisation travaille aussi aux côtés des peuples indigènes, en mettant en place des actions de solidarité,.